# 溫新
溫新（1491年—？），字伯明，號大谷，河南洛陽中護衛官籍，山東益都縣人，明朝政治人物。

## 生平
正德十一年（1516年）丙子科河南鄉試第二名舉人。嘉靖十七年（1538年）中式戊戌科會試第三百十六名，登第三甲第二百零九名進士。官户部主事。

## 家族
曾祖溫全，指揮同知；祖父溫厚，指揮同知；父溫勝，指揮同知。母王氏（封淑人）；繼母張氏。慈侍下。弟温秀，知州；温習。